# Giuseppe Maria Brocchi
Giuseppe Maria Brocchi (Firenze, 29 ottobre 1687 – Pieve di San Severo a Legri, 8 giugno 1751) è stato un presbitero e scrittore italiano.

## Biografia

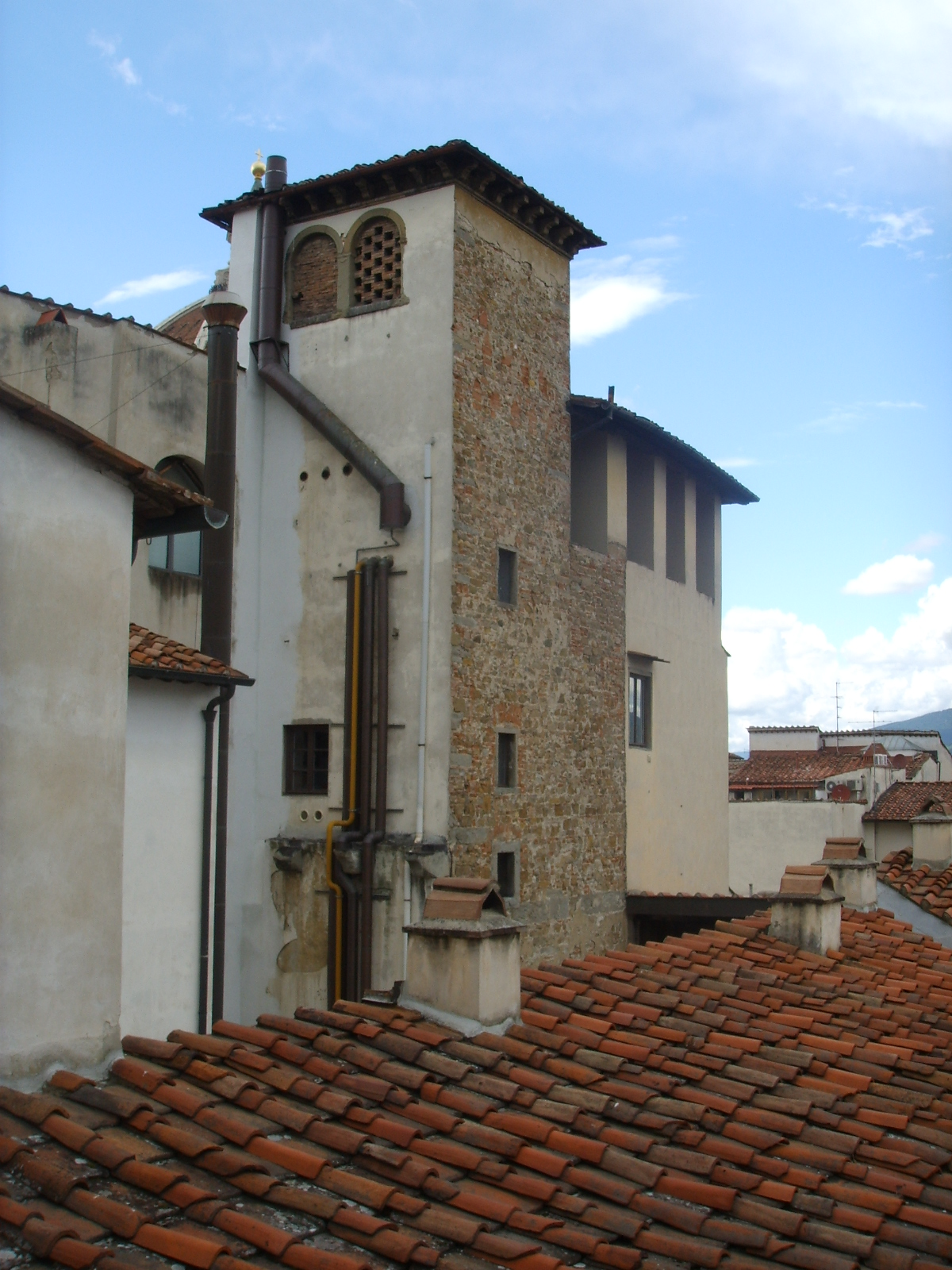
Il torrino "colombaia". Qui si riuniva l'Accademia Colombaria

Dopo aver studiato presso i gesuiti fiorentini, entro in seminario e, nel 1711, ricevette gli ordini sacri, dopo l'ordinazione proseguì gli studi teologici sotto la direzione del filosofo Tommaso Rossi, interessandosi principalmente di teologia morale.
Nominato nel 1716 priore della chiesa di Santa Maria a Olmi a Borgo San Lorenzo, volle costruirvi un nuovo altare, chiamò Niccolò Lapi per gli affreschi e istituì un'accademia di teologia morale. Nel 1723, per volontà dell'arcivescovo di Firenze Giuseppe Maria Martelli che ne apprezzava la dottrina, divenne rettore del Seminario fiorentino di cui scrisse le Costituzioni e promosse una maggiore severità negli studi. Conserverà l'incarico sino al 1740 quando si dimise perché in disaccordo con i nuovi indirizzi per la conduzione del seminario.
Nel 1726 ricevette in eredità dalla contessa Anna Violante Ubaldini la Rocca di Lutiano in Mugello, volle, pochi anni dopo, ristrutturarla in villa su suo progetto.
Nel 1748 si trasferì a Legri, nella pieve di San Severo, presso Calenzano, ove attese ai suoi studi eruditi e qui morì a sessantatré anni nel 1751. Fu sepolto a Santa Maria degli Olmi.
Brocchi fu membro di diverse istituzioni culturali e insignito di varie onorificenze: nel 1736 aderì all'Accademia Colombaria, da poco fondata, con il nome di Allevato, fece parte, inoltre, dell'Accademia degli Apatisti e dell'Accademia Etrusca di Cortona; fu nominato decano del Collegio teologico dell'Università di Firenze e protonotario apostolico.
Fu autore, tra le altre, della Descrizione della provincia del Mugello, la cui prima pubblicazione avvenne nel 1748 (ristampa anastatica del 1977) e di  altre opere a carattere teologico e agiografico, fra le quali le Vite de' santi e beati fiorentini del 1742 (ristampa anastatica del 2000) e la Descrizione delle reliquie de santi, che si venerano in centoventi reliquiarj collocati in una gran croce... del 1744.
Il comune di Borgo San Lorenzo ha dedicato al suo nome una via cittadina.

## Opere
- Theologiae moralis generalia principia, quibus adnectuntur opuscula de fide, spe, et charitate ... ex doctrina celebris jam doctoris Friderici Giannetti ad publicam utilitatem eruta, ordinata, & aucta ab Josepho Maria Brocchi sacerdote Florentino ..., Lucae, typis Peregrini Frediani, 1714.
- De occasione proxima peccati, et recidivis, una cum remediis pro illorum cura a confessario adhibendis opus Josephi-Mariae Brocchi ..., Lucae, typis Leonardi Venturini, 1718.
- Ristretto della vita della gloriosa vergine S. Verdiana da Castel Fiorentino tratto dalle vite di tutti santi ...scritte dal dottor Giuseppe Maria Brocchi ..., Firenze, appresso Giuseppe Manni all'inseg. di S. Giovanni di Dio, 1735.
- Vita del b. Orlando de' Medici Romito scritta dal dottor Giuseppe Maria Brocchi, sacerdote, e accademico fiorentino, protonotario apostolico ..., Firenze, da Anton Maria Albizzini, 1737.
- Theses historico-polemicae in celeberrimam cleri Gallicani de ecclesiastica potestate declarationem ... Josephi Mariae Brocchii seminari florentini moderatoris publicae oppugnationi proponit doctor Petrus Franciscus Fogginius auspice ... d. Josepho Maria Martellio ..., Florentiae, per Franciscum Moücke Archiepiscopalem Typographum, 1738.
- Vita della gran serva di Dio suor Anna Caterina Guasconi, monaca del monastero di santa Maria Regina Cœli detto di Chiarito, scritta dal dottor Giuseppe Maria Brocchi ..., Firenze, Stamperia di Francesco Moücke, 1738.
- Vite de' santi e beati fiorentini scritte dal dottor Giuseppe Maria Brocchi protonotario apostolico, e rettore del seminario di Firenze..., Firenze, Stamperia di Gaetano Albizzini, 1742.

Ristampa anastatica dell'ed. Albizzini del 1742: Firenze, Arcidiocesi di Firenze, Pagnini e Martinelli, 2000.
- Descrizione delle reliquie de santi, che si venerano in centoventi reliquiarj collocati in una gran croce ... situata nell'antica rocca di Lutiano, nel popolo del Borgo a San Lorenzo di Mugello, di proprietà del dottor Giuseppe M. Brocchi ..., Firenze, Anton Maria Albizzini, 1744.
- Annotazioni al libro dato fuori dal sig. Jacopo Gattolini nel 1745 contro la vera storia di S. Romolo vescovo e protettore di Fiesole pubblicata già dal signor dottore Pier Francesco Foggini, 1745?
- Descrizione della provincia del Mugello con la carta geografica del medesimo aggiuntavi un'antica cronica della nobil famiglia Da Lutiano creduta di consorteria delli Ubaldini già signori dell'istesso Mugello illustrata con alcune annotazioni dal dottor Giuseppe Maria Brocchi sacerdote fiorentino, ..., Firenze, Stamperia d'Anton Maria Albizzini, 1748.

Ristampa anastatica dell'edizione di Firenze, 1748: Sala Bolognese, A. Forni, 1977.
- Vita di S. Gherardo da Villamagna scritta dal dottor Giuseppe Maria Brocchi protonotario apostolico sacerdote e accademico fiorentino e da esso dedicata a sua altezza eminentissima f.d. Emanuele Pinto ..., Lucca, per Giuseppe Salani e Vincenzo Giuntini, 1750.
- Vita del beato Michele Flammini, abate generale di Vallombrosa scritta dal dottore Giuseppe Maria Brocchi congiunta agli atti fino all'ultima solenne traslazione de' corpi degli altri beati eremiti a' quali egli va unito, Seconda edizione accresciuta, Firenze, Francesco Moücke, all'insegna del SS. Nome di Gesù, 1761.

### Opere consultabili in rete
- Vita di S. Gherardo da Villamagna..., Lucca, Per Giuseppe Salani e Vincenzo Giuntini, 1750. Google Libri.
- Vite de' santi e beati fiorentini..., parte seconda tomo primo, Firenze, Stamperia di Gaetano Albizzini, 1752. Google Libri.